# Mahomed Ismaël-Khan
Mohamed Ismaël-Khan (ou Ismaïl-Khan-Aga-Mohammed), surnommé « le Persan », né vers 1786 et mort le 29 août 1868 à Paris, est une personnalité parisienne originaire de Perse.

## Biographie
Né vers 1786, Mahomed Ismaël-Khan est le fils du diplomate persan Hadji-Khalil-Khan (Hājjī Qulī Khān). En 1802, après avoir été envoyé à Bombay auprès de la Compagnie britannique des Indes orientales par le chah Fath Ali Qadjar, Kazbini est tué au cours d'une rixe entre ses hommes et des hindous. Afin d'éviter une crise diplomatique, le gouverneur britannique Richard Wellesley présente ses excuses au chah, qui consent à un règlement amiable entre la compagnie et la famille du défunt. C'est ainsi que Mahomed Ismaël-Khan obtient une pension d'environ 1000 livres qui lui permet de mener une vie de rentier.
Installé à Paris vers 1842, il y est remarqué sous le Second Empire en tant qu'habitué des salles parisiennes d'opéra et de théâtre, notamment celle des Italiens (salle Ventadour), où il réserve toujours la même stalle de balcon. Vêtu de manière exotique et coiffé d'un bonnet d'astrakan, il est surnommé « le Persan » par des parisiens avides d'orientalisme. Ainsi il sert d'inspiration pour le personnage fictif du « Persan » mystérieux (et sans nom) dans Le Fantôme de l'Opéra, roman de Gaston Leroux.
En 1864, Charles Yriarte lui consacre un chapitre de ses Célébrités de la rue à partir de notes fournies par Joseph Méry. Ce dernier semble avoir inventé de toutes pièces la plupart des renseignements fantaisistes communiqués à Yriarte. Il prétend ainsi que le Persan s'appelait « Abbas-Mirza », qu'il était un lointain descendant de Mithridate et natif d'Amasya. Méry ajoute qu'Abbas-Mirza devait être zoroastrien car il adorait le soleil par l'intermédiaire du grand lustre de l'Opéra de Paris. Afin d'expliquer l'exil parisien du Persan, Méry prétend qu'il avait dû fuir la colère des Anglais après avoir imaginé un projet de canal Don-Volga, plus favorable aux intérêts russes qu'à ceux des Britanniques.
Cette version contredit une rumeur tout aussi fantaisiste qui affirmait que le Persan s'était exilé et avait obtenu une pension des Anglais après avoir trahi son pays à Hérat pendant la guerre anglo-perse. Ce dernier conflit, clôt par le traité de Paris de 1857, est pourtant postérieur à l'arrivée d'Ismaël-Khan en France, car celui-ci habitait déjà dans la capitale lors des Journées de Juin 1848. La rumeur infondée d'une trahison doit beaucoup aux racontars extrapolés de l'attitude maussade manifestée par le Persan lors de la première française de Rigoletto aux Italiens, événement qui coïncidait avec l'arrivée de l'ambassadeur de Perse chargé de négocier le traité de paix, Feroukh-Khan (en). 
Bien que le mystérieux expatrié ait semblé ne pas maîtriser parfaitement la langue française, Méry lui a attribué une série d'articles de la Revue des Deux Mondes. La revue a en effet publié en 1850 une pièce intitulée La Cour de Téhéran en 1845, ou Ne réveillez pas le chat qui dort et signée « Haçan-Méhémet-Khan ». Or, ce nom, différent de celui d'Ismaël-Khan, est en réalité un pseudonyme du comte Eugène de Sartiges.
Âgé de 82 ans, Ismaël-Khan meurt d'une congestion cérébrale le 29 août 1868 à son domicile du no 204 de la rue de Rivoli. Le surlendemain, Timothée Trimm consacre au Persan toute la une du Petit Journal. Après des rites funéraires musulmans, le défunt est inhumé le 31 août dans le carré musulman du Père-Lachaise en présence de plusieurs diplomates orientaux, dont le chargé d'affaires de Perse en France, Mirza-Youssef-Khan (de).

## Iconographie
La gravure du Persan illustrant l'un des chapitres du livre d'Yriarte a été publiée pour la première fois dans Le Monde illustré du 5 décembre 1863.
Dans l'édition de 1868 de son ouvrage, Yriarte signale que le sculpteur-caricaturiste Jean-Pierre Dantan a réalisé un relief montrant le Persan dans sa loge des Italiens. Exécutée en plâtre et mesurant 34 cm de haut sur environ 30 cm de large, cette « charge » date de 1862 ou 1867. Elle représente en coupe une loge principalement occupée par des personnages somnolents, dont le Persan.
Il existe aujourd'hui plusieurs versions de cette œuvre. L'une d'elles est conservée au Musée Carnavalet (inv. S1381), auquel elle a été léguée par les héritiers de l'artiste en 1888,. La haute coiffe du persan y est incomplète. Une autre version, patinée façon bronze, acquise par l'industriel André Meyer (1884-1974) puis vendue par Sotheby's à Paris en 2012, montre la coiffe entière.